# Lonchaea hoppingi
Lonchaea hoppingi är en tvåvingeart som beskrevs av Mcalpine 1964. Lonchaea hoppingi ingår i släktet Lonchaea och familjen stjärtflugor. Inga underarter finns listade i Catalogue of Life.